# Putagán
Putagán (en mapudungun: "El nombre es corrupción de thaighen, que se pronuncia traiguen, y la partícula de plural pu; significando pantanos de manantiales.") es una localidad de la comuna chilena de Villa Alegre, Provincia de Linares, en la Región del Maule.

## Demografía y Geografía
En Putagán viven 622 personas, de acuerdo al censo del INE, del año 2002.
Putagán se encuentra en un fértil llano (interrumpido solamente por la presencia de cerros de baja altura al oriente del poblado), regado por los ríos Putagán y Quilipín. El primero de los nombrados forma parte del límite comunal entre Villa Alegre y Linares. La Ruta Panamericana o Ruta del Maule pasa inmediatamente al oeste de la localidad, la cual se encuentra a 11 km al norte de Linares, a 41 km al sur de Talca, la capital regional, y a 294 km al sur de Santiago.
Las coordenadas geográficas (DMS) de Putagán son: Latitud: 35° 46' 0S; Longitud: 71° 40' 0W; Altitud: (metros) 112.

## Historia

### Prehistoria
La zona ha sido ocupada desde la última glaciación por los seres humanos. Cazadores, recolectores y  posteriormente agricultores, la ocuparon en el Holoceno (Chile prehispánico) Posteriormente del periodo mapuche, existió ocupación inca.

### Conquista española
Putagán es uno de los lugares más antiguos en que se asentaron los españoles, en la actual Región del Maule.

### Encomienda de Putagán
Por decreto de don Pedro de Valdivia con fecha 1 de agosto de 1549, le fueron encomendados estos indios a Bartolomé Blumenthal o Flores, nacido en Núremberg, Alemania en 1506, quién introdujo adelantos en la agricultura, en la crianza de caballos y cerdos. Construyó el primer molino, fundó la primera capilla y una fábrica de carretas. En su trato con los indígenas fue un ejemplo de buen encomendero. A su muerte el 11 de noviembre de 1585 hereda esta tierra doña Águeda Flores, hija mestiza con la cacica de Talagante, hija de Tala Canta Ilabe, quién estaba casada con el capitán don Pedro Lisperguer de origen alemán, dueño de la encomienda de Cauquenes y Purapel, quedando unidas las tres encomiendas. El hijo de este matrimonio don Pedro Lisperguer y Flores, que había heredado tierras en Peñaflor, traslada parte de los indígenas a estas tierras en 1624 aproximadamente.

### Se indoctrina religiosamente
Alrededor de 1580, el entonces obispo de Santiago de Chile, Fray Diego de Medellín, creó dos "doctrinas" o misiones, al sur del Río Maule, que permanecieron bajo la jurisdicción de los obispos de Santiago, por más de 170 años. Ello sucedió a pesar de que el territorio al sur del río Maule estaba regido, eclesiásticamente hablando, por la Diócesis de la Santísima Concepción (hoy Arquidiócesis de Concepción). Dichas misiones eran Cauquenes y Putagán.
La parroquia de Putagán  fue transferida a Linares luego de la fundación de esta ciudad y es actualmente la principal parroquia de la Diócesis de Linares: "El Sagrario", con su base en la Catedral diocesana.

### Revolución de 1891
En la Revolución de 1891 varios sublevados volaron con explosivos en Puente sobre el Río Putagán siendo fusilados por ello.

### Diccionario Geográfico de Chile (1897)
Putagán.-—Río del departamento de Linares cuyas fuentes se hallan en el paraje del Frutillar de los Puiquenes situado en la vertiente occidental de la rama de sierra inmediata al O. del fundo de Colbún, y de la banda del poniente del río Melado, quedando ese paraje entre la cordillera de los Andes hacia el E. de la ciudad de Linares. Allí reune varios arroyos como los de Quinquén, Rari, Machicure, &c. y baja en dirección al O. recibiendo después de salir de aquellas sierras, los cortos riachuelos de Panimávida y de Abránquil, hasta llegar al cerro de Quillipin, de donde tuerce al NO. para echarse en la derecha del Loncomilla á diez kilómetros al S. de la ciudad de San Javier. Pasa á diez kilómetros al N. de la ciudad de Linares y es atravesado por un puente del ferrocarril. Su caudal es moderado y su curso alcanza unos 70 kilómetros, siendo éste lento en su sección inferior y de márgenes bajas que se hacen en ciertos parajes pantanosas, pero bastante feraces en toda su extensión. El nombre es corrupción de thaighen, que se pronuncia traiguen, y la partícula de plural pu; significando pantanos de manantiales. 
Francisco Solano Asta-Buruaga y Cienfuegos, Diccionario Geográfico de la República de Chile (1897 ) 

## Economía
Los ingresos económicos de Putagán provienen fundamentalmente de la agricultura tradicional y de la vitivinicultura. Existen numerosos viñedos en sus cercanías, últimamente se han agregado cultivos de Arándanos debido a las condiciones climáticas favorables para este producto de alta demanda en Europa. No sólo es zona productora de vinos sino que también de renombrada chicha.